# Karl August Balser
 Karl August Balser  (* 7. Mai 1887 in Assenheim; † 27. Februar 1956 in Gießen) war ein deutscher Generalkonsul und Kulturforscher.

## Leben
Balser war der Sohn des Arztes August Hugo Wilhelm Karl Balser (1858–1937) und dessen Frau Agnes, geborene Dieffenbach (1859–1925). Sein Vater stieg zum Medizinal- und Obermedizinalrat auf, und auch sein Bruder Eduard schlug die ärztliche Karriere ein. Er selbst heiratete Marie Balser, geborene Theobald (1890–1981), mit der er vier Söhne hatte.
Balser legte sein Abitur 1905 ab und trat nach einem Studium der Rechtswissenschaften und der Sinologie in Leipzig, Edinburgh, Gießen und Berlin trat Balser 1909 in den diplomatischen Dienst ein. In der folgenden Zeit bis 1917 wirkte er in Tianjin (Tientsin), Changchun (Xinjing, Hsinking), Mukden und Jinan in der Republik China als Dolmetscher und Assistent des Gesandten Graf Rex und dessen Nachfolgern. Daneben widmete er sich den Kulturwissenschaften. Seine Familie wurde aus China evakuiert, als China zugunsten der Alliierten in den Ersten Weltkrieg eintrat.
In den letzten zwei Jahren des Kriegs war er als Reserveoffizier der Westfront tätig. Noch vor Kriegsende 1918 war er Teil einer Gesandtschaft nach Stockholm und wurde im März 1919 zum Vizekonsul in Turku in Finnland ernannt. 1921 kehrte er nach Posen zurück und legte seine konsularische Prüfung ab. Er wurde erneut nach Tientsin geschickt, wobei er auch im Februar 1922 einen längeren Zwischenhalt in Peking (Beijing) machte. In dieser Zeit hatte die Familie unter anderem Kontakt mit der Kaiserfamilie über die Großmutter von Puyi.
Ab dem Sommer 1926 war er nach einem Heimaturlaub – in China gab es zunehmend Auseinandersetzungen, ab 1927 herrschte Bürgerkrieg – im Auswärtigen Amt in der Abteilung IV (Ostasien, Skandinavien, Osteuropa) tätig. Im März 1928 wurde Balser zum Konsul in Wladiwostok ernannt, wo er im Juni des Jahres eintraf und zugleich kommissarisch das Konsulat in Harbin betreute. In letzterer Stadt war er von 1933 bis 1935 Konsul, und dabei zwar der Gesandtschaft in Peking unterstellt; aufgrund der brisanten Lage im Kaiserreich Mandschukuo übergab er aber seine Korrespondenz stets in Kopie nach Tokio. Balser studierte auch weiterhin die Kultur und Wirtschaft des Gastlandes. Nicht nur beruflich korrespondierte er in dieser Zeit viel mit Herbert von Dirksen, Botschafter in Japan. Nach zwei Jahren Tätigkeit in Deutschland wurde er als Legationsrat 1. Klasse nach Osaka/Kōbe entsandt, wo er im November 1938 die Geschäfte übernahm. Zum 1. Januar 1938 trat er der NSDAP bei (Mitgliedsnummer 5.505.700). Im Juni 1941 wurde er zum Generalkonsul 1. Klasse befördert.
Nach Ende des Zweiten Weltkriegs übernahm Balser bis 1948 eine „Lehrtätigkeit“ in Japan und kehrte erst dann nach Deutschland zurück. Nach 1950 wirkte er als Lehrbeauftragter für Ostasiatische Kultur und Wirtschaftsgeschichte in Darmstadt an der Technischen Hochschule.
Er unterhielt enge Freundschaften zu berühmten Zeitgenossen wie Sven Hedin.